# Valdis Muižnieks
Valdis Karlovich Muizhineks (Riga, 22 de fevereiro de 1935 - 29 de novembro de 2013) foi um basquetebolista letão que integrou a Seleção Soviética e fez parte da épica equipe do ASK Riga tri-campeão da Euroliga (1958, 1959 e 1960).

## Conquistas

### Seleção Soviética
- 3 Medalhas de Prata (1956, 1960 e 1964) em Jogos Olímpicos
- 3 Medalhas de Ouro (1957, 1959 e 1961) em EuroBaskets

### Clubes
- ASK Riga
  - 3x Campeão da Euroliga (1958, 1959 e 1960)
  - 1x Vice Campeão da Euroliga em 1961
  - 4x Campeão Soviético (1955-1958)
  - 2x Vice Campeão Soviético (1962 e 1964)
  - 1x Medalha de Bronze na liga soviética (1961)
- VEF Riga
  - 1x Medalha de Prata na liga soviética (1966)